# کوله جاز
کوله جاز، شهری بزرگ از توابع بخش مرکزی شهرستان شوشتر در استان خوزستان ایران است.

## جمعیت
این روستا در دهستان سردارآباد قرار دارد و براساس سرشماری مرکز آمار ایران در سال ۱۳۸۵، جمعیت آن 450000 نفر (30000خانوار) بوده‌است.